# Kamrat (webbplats)
Kamrat är en svensk internetcommunity som grundades 2000 av Tobias Lind. Webbplatsen ägs av Adhype AB som även äger Hamsterpaj.net, Emocore.se och Filmtipset.
Registreringen är kostnadsfri medan extrafunktioner som VIP-medlemskap och Live är betaltjänster.
Kamrat lanserades i februari 2000 av Tobias Lind som valde att sälja communityn hösten 2016. Köparen Spirilo ansåg att webbplatsen var en bra ekonomisk investering men ville redan i december samma år hitta en ny ägare eller i annat fall stänga ner den. År 2017 var det Sveriges 1 885:e mest besökta webbplats enligt Alexa.com.
Kamrat har använts för gromning och haft problem med många falska konton. Under 2010-talet förekom Kamrat i ett 20-tal domar om sexuella övergrepp mot barn. Kamrat har på sin webbplats svarat på kritiken med att de förstår oron, att webbplatsen aldrig varit riktad till barn (även om åldersgränsen är 15 år) samt att de hjälper brottsoffer och samarbetar med polisen. Av användarvillkoren på Kamrat framgår tydligt att sexuella kontakter inte tillåts (läst 2022).